# La Celette
La Celette est une commune française située dans le département du Cher en région Centre-Val de Loire.

## Géographie

### Lieux-dits
Sur la commune de la Celette, il y a 41 lieux-dits :
Alouettes (les), Babillaux (les), Beuvron, Bornailles (les), Brande du Brésil (la), Brésil (le), Bruyères (les), Chadet, Champs de la Bouille (les), Chaudillons (les), Chauvais (les), Chignons (les), Clavelaire (la), Cuisinats (les), Dienne (la), Dions (les), Elargits (les), Entrain, Fortumes (les), Fossés (les), Fromentots (les), Genièvres (les), Gones (les), Grenouillère (la), Grèves (les), Loge Manier (la), Mondie (la), Montbout, Moulin de Beuvron, Paillards (les), Pérouses (les), Petit Beuvron (le), Petits Fossés (les), Petits Saulzais (les), Pitais (les), Plessais (les), Preugne (la), Roche Bridier (la), Valettes (les), Villeneuve, Villesoude.

### Climat
Pour des articles plus généraux, voir Climat du Centre-Val de Loire et Climat du Cher.
En 2010, le climat de la commune est de type climat océanique dégradé des plaines du Centre et du Nord, selon une étude du CNRS s'appuyant sur une série de données couvrant la période 1971-2000. En 2020, Météo-France publie une typologie des climats de la France métropolitaine dans laquelle la commune est exposée à un climat océanique altéré et est dans la région climatique  Ouest et nord-ouest du Massif Central, caractérisée par une pluviométrie annuelle de 900 à 1 500 mm, maximale en automne et en hiver. 
Pour la période 1971-2000, la température annuelle moyenne est de 11,3 °C, avec une amplitude thermique annuelle de 15,8 °C. Le cumul annuel moyen de précipitations est de 725 mm, avec 10,2 jours de précipitations en janvier et 7,6 jours en juillet. Pour la période 1991-2020, la température moyenne annuelle observée sur la station météorologique la plus proche, située sur la commune d'Orval à 9 km à vol d'oiseau, est de 12,3 °C et le cumul annuel moyen de précipitations est de 757,1 mm,. Pour l'avenir, les paramètres climatiques de la commune estimés pour 2050 selon différents scénarios d'émission de gaz à effet de serre sont consultables sur un site dédié publié par Météo-France en novembre 2022.

## Urbanisme

### Typologie
Au 1er janvier 2024, La Celette est catégorisée commune rurale à habitat très dispersé, selon la nouvelle grille communale de densité à 7 niveaux définie par l'Insee en 2022.
Elle est située hors unité urbaine. Par ailleurs la commune fait partie de l'aire d'attraction de Saint-Amand-Montrond, dont elle est une commune de la couronne,. Cette aire, qui regroupe 36 communes, est catégorisée dans les aires de moins de 50 000 habitants,.

### Occupation des sols
L'occupation des sols de la commune, telle qu'elle ressort de la base de données européenne d’occupation biophysique des sols Corine Land Cover (CLC), est marquée par l'importance des territoires agricoles (97,4 % en 2018), une proportion identique à celle de 1990 (97,4 %). La répartition détaillée en 2018 est la suivante : 
terres arables (67,3 %), prairies (22,8 %), zones agricoles hétérogènes (7,3 %), forêts (2,6 %).
L'évolution de l’occupation des sols de la commune et de ses infrastructures peut être observée sur les différentes représentations cartographiques du territoire : la carte de Cassini (XVIIIe siècle), la carte d'état-major (1820-1866) et les cartes ou photos aériennes de l'IGN pour la période actuelle (1950 à aujourd'hui).

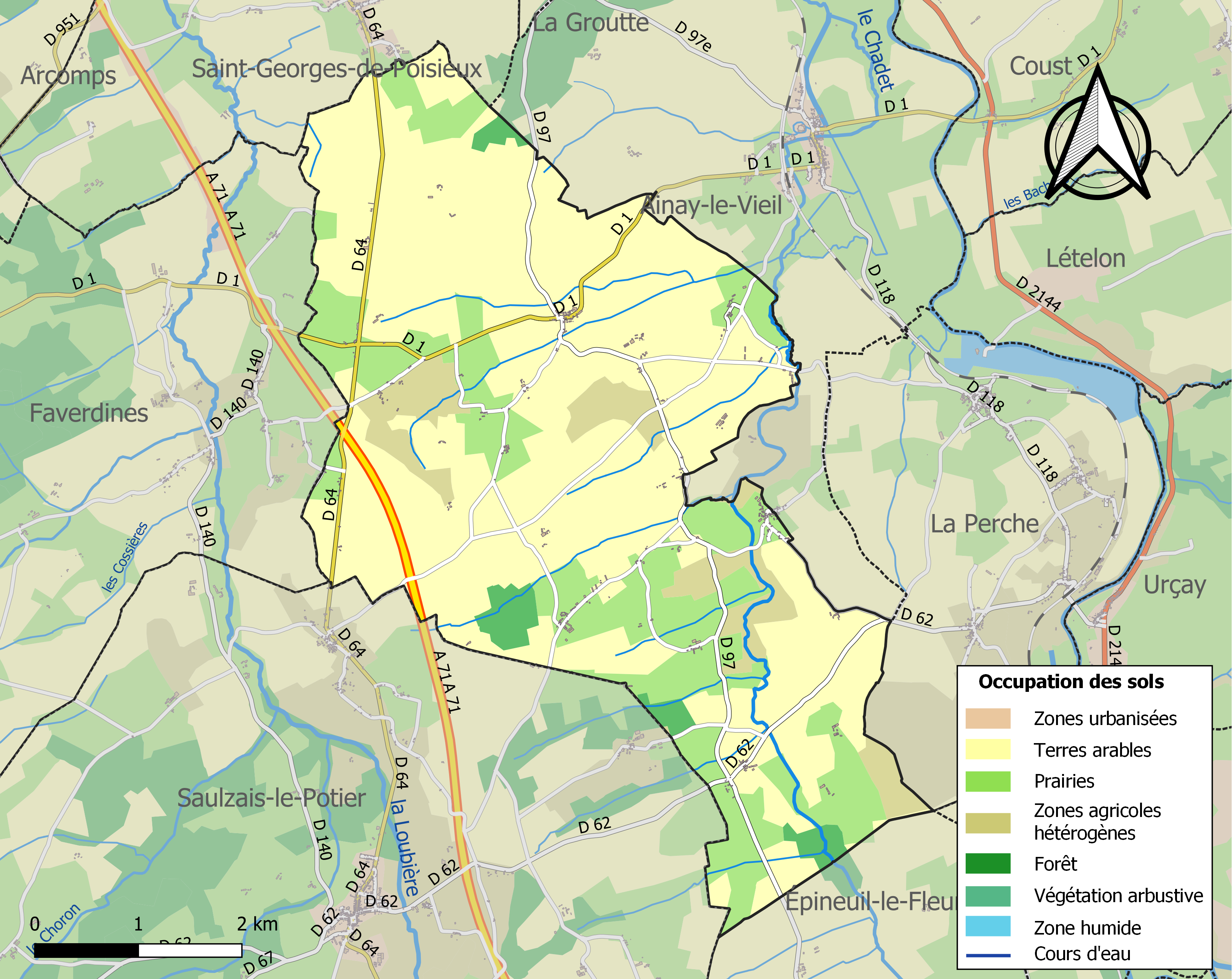
Carte des infrastructures et de l'occupation des sols de la commune en 2018 (CLC).

### Risques majeurs
Le territoire de la commune de La Celette est vulnérable à différents aléas naturels : météorologiques (tempête, orage, neige, grand froid, canicule ou sécheresse), inondations, mouvements de terrains et séisme (sismicité faible). Un site publié par le BRGM permet d'évaluer simplement et rapidement les risques d'un bien localisé soit par son adresse soit par le numéro de sa parcelle.
Certaines parties du territoire communal sont susceptibles d’être affectées par le risque d’inondation par lave torrentielle (torrent et talweg), notamment le Chadet. La commune a été reconnue en état de catastrophe naturelle au titre des dommages causés par les inondations et coulées de boue survenues en 1982, 1999 et 2001,.

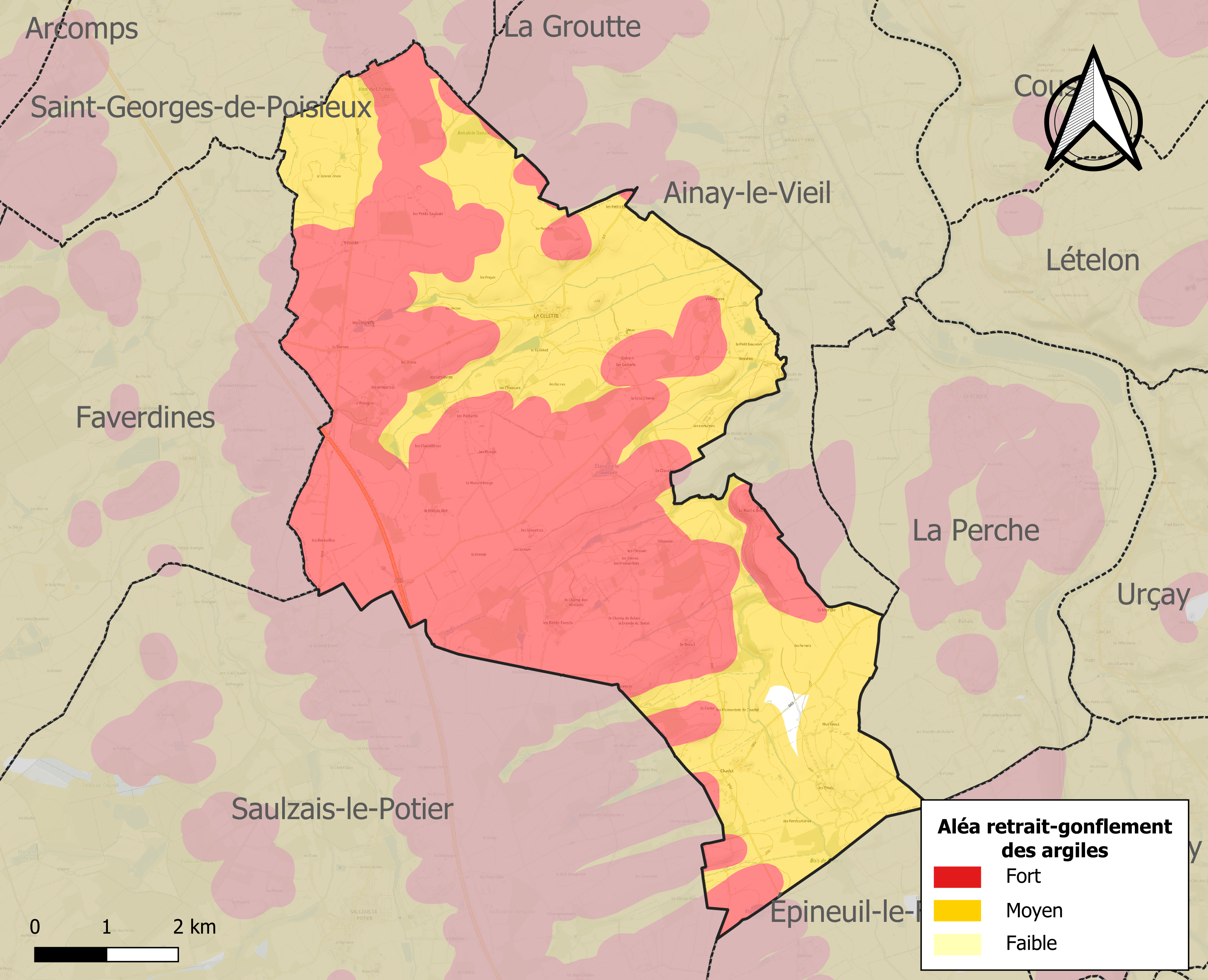
Carte des zones d'aléa retrait-gonflement des sols argileux de La Celette.

La commune est vulnérable au risque de mouvements de terrains constitué principalement du retrait-gonflement des sols argileux. Cet aléa est susceptible d'engendrer des dommages importants aux bâtiments en cas d’alternance de périodes de sécheresse et de pluie. 99,6 % de la superficie communale est en aléa moyen ou fort (90 % au niveau départemental et 48,5 % au niveau national). Sur les 136 bâtiments dénombrés sur la commune en 2019, 136 sont en aléa moyen ou fort, soit 100 %, à comparer aux 83 % au niveau départemental et 54 % au niveau national. Une cartographie de l'exposition du territoire national au retrait gonflement des sols argileux est disponible sur le site du BRGM,.
Concernant les mouvements de terrains, la commune a été reconnue en état de catastrophe naturelle au titre des dommages causés par la sécheresse en 2009, 2011 et 2018 et par des mouvements de terrain en 1999.

## Histoire
Le village est connu sous le nom de La Selette en 1222, puis Celetta en 1294.

## Politique et administration
| Période                                  | Période  | Identité          | Étiquette | Qualité                             |
| ---------------------------------------- | -------- | ----------------- | --------- | ----------------------------------- |
| Les données manquantes sont à compléter. |          |                   |           |                                     |
| mars 2001                                | en cours | Philippe Chateau, |           | Agriculteur sur petite exploitation |

## Population et société

### Démographie
L'évolution du nombre d'habitants est connue à travers les recensements de la population effectués dans la commune depuis 1793. Pour les communes de moins de 10 000 habitants, une enquête de recensement portant sur toute la population est réalisée tous les cinq ans, les populations de référence des années intermédiaires étant quant à elles estimées par interpolation ou extrapolation. Pour la commune, le premier recensement exhaustif entrant dans le cadre du nouveau dispositif a été réalisé en 2004.

En 2022, la commune comptait 204 habitants, en évolution de +15,91 % par rapport à 2016 (Cher : −2,48 %, France hors Mayotte : +2,11 %).
| 1793 | 1800 | 1806 | 1821 | 1831 | 1836 | 1841 | 1846 | 1851 |
| ---- | ---- | ---- | ---- | ---- | ---- | ---- | ---- | ---- |
| 525  | 450  | 495  | 570  | 570  | 617  | 525  | 565  | 589  |

| 1856 | 1861 | 1866 | 1872 | 1876 | 1881 | 1886 | 1891 | 1896 |
| ---- | ---- | ---- | ---- | ---- | ---- | ---- | ---- | ---- |
| 543  | 575  | 580  | 556  | 589  | 549  | 531  | 556  | 575  |

| 1901 | 1906 | 1911 | 1921 | 1926 | 1931 | 1936 | 1946 | 1954 |
| ---- | ---- | ---- | ---- | ---- | ---- | ---- | ---- | ---- |
| 597  | 607  | 594  | 497  | 491  | 481  | 460  | 406  | 386  |

| 1962 | 1968 | 1975 | 1982 | 1990 | 1999 | 2004 | 2006 | 2009 |
| ---- | ---- | ---- | ---- | ---- | ---- | ---- | ---- | ---- |
| 338  | 305  | 221  | 200  | 180  | 181  | 215  | 217  | 186  |

| 2014 | 2019 | 2022 | - | - | - | - | - | - |
| ---- | ---- | ---- | - | - | - | - | - | - |
| 176  | 192  | 204  | - | - | - | - | - | - |

## Culture locale et patrimoine

### Lieux et monuments

#### Église
L'église de la Celette s'appelait l'église Saint-Pierre au XIIe siècle et a été rebaptisée église Saint-Paul au XIXe siècle. C'est une église d'architecture romane. La nef a été reconstruite en 1875. À la fin du XIXe siècle, c'est le transept, le chœur et le chevet qui sont reconstruits.

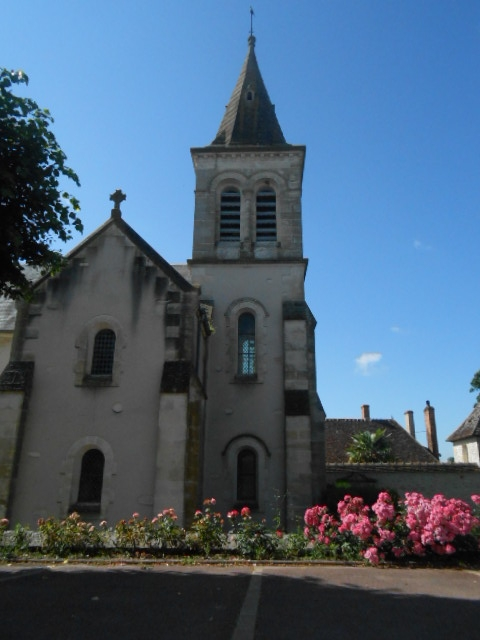
Église de la Celette.

#### Manoir
Sur la commune de La Celette, il y a le Manoir de Vaux qui s'appelait autrefois d'Entrains. Cette seigneurie appartenait à Aimery de La Celette et à sa femme Adine. La famille de Vaux lui donne son nom en 1380-1390, La Celette.

#### Château
Le château de la Celette a été totalement détruit dans les années 1970. Il datait du Moyen Âge et était principalement en bois. Il s'appelle le château de la Lande, grâce aux photos prises par satellite, des traces de ses douves et de ses fondations sont visibles. Il existe un souterrain, il mesure une douzaine de mètres et date de l'Antiquité.

#### Demeures
Le moulin de Beuvron
Le moulin de Beuvron était un moulin à farine, il a pris feu en 1900 puis a été reconstruit en pierre de Saulzais (rose). Il a appartenu à trois familles : le premier propriétaire était le comte de Beuvron qui vivait à la Perche dans un château. Le comte de Beuvron était originaire de Sidiailles.

#### Presbytère
Le presbytère est situé à proximité de l'église et l'école de la Celette. Il a été construit entre 1700 et 1800. Il est construit en pierres calcaires de provenance locale. Son enduit de rénovation à la chaux laisse apparaître du grès rose aux encadrements de portes et de fenêtres. Dans les combles, les conduits de deux cheminées sont dévoyés. Il y avait cinq cheminées, à l'origine de la construction, il n'y en a plus que quatre. Il a résisté à l'usure du temps grâce à une conception élaborée par des professionnels du bâtiment du XVIIIe siècle.
Il a cependant été l'objet de plusieurs modifications de ses différents propriétaires. La couverture est en petites tuiles plates de pays. C'est un toit comprenant deux longs pans inclinés à 45 degrés et deux plus petits qu'on appelle croupe (architecture), il est symétrique.

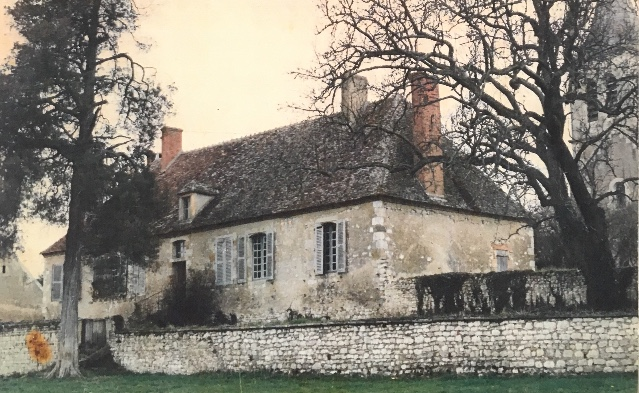
Photo du presbytère le 4 mars 1989.
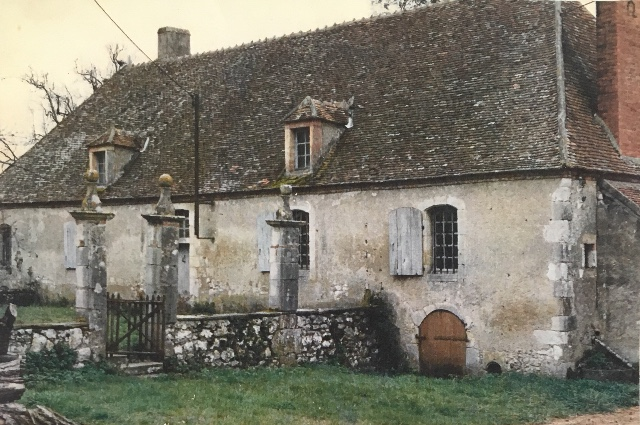
Presbytère le 4 mars 1989.
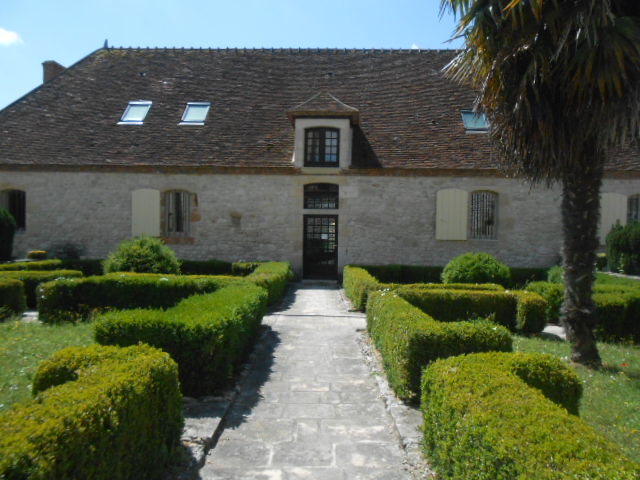
Presbytère rénové.

#### Croix de chemin
Sur la commune de La Celette, il y a huit croix de chemin.

Croix de chemins
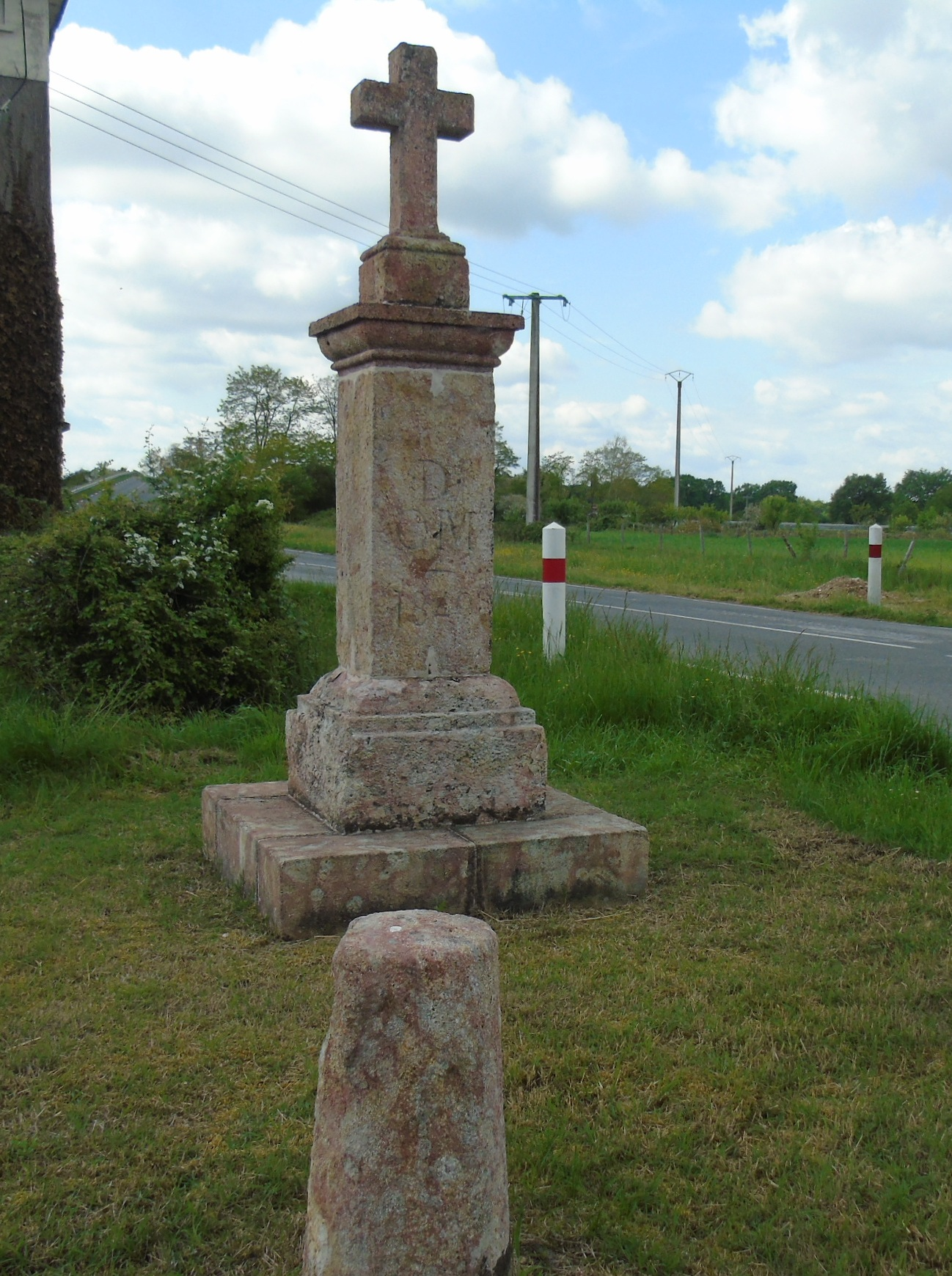
Croix de la Preugne.
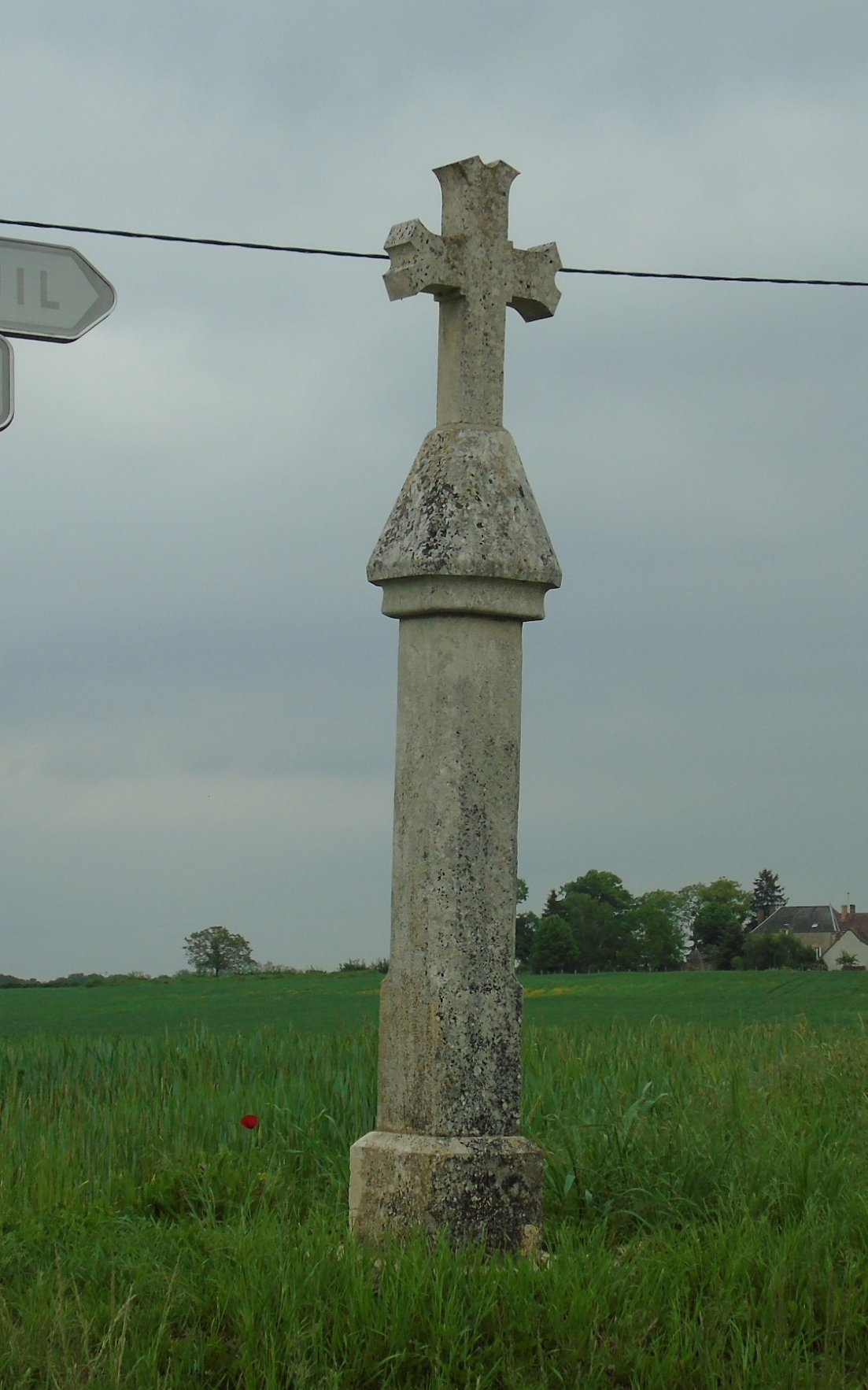
Croix d'Entrain.
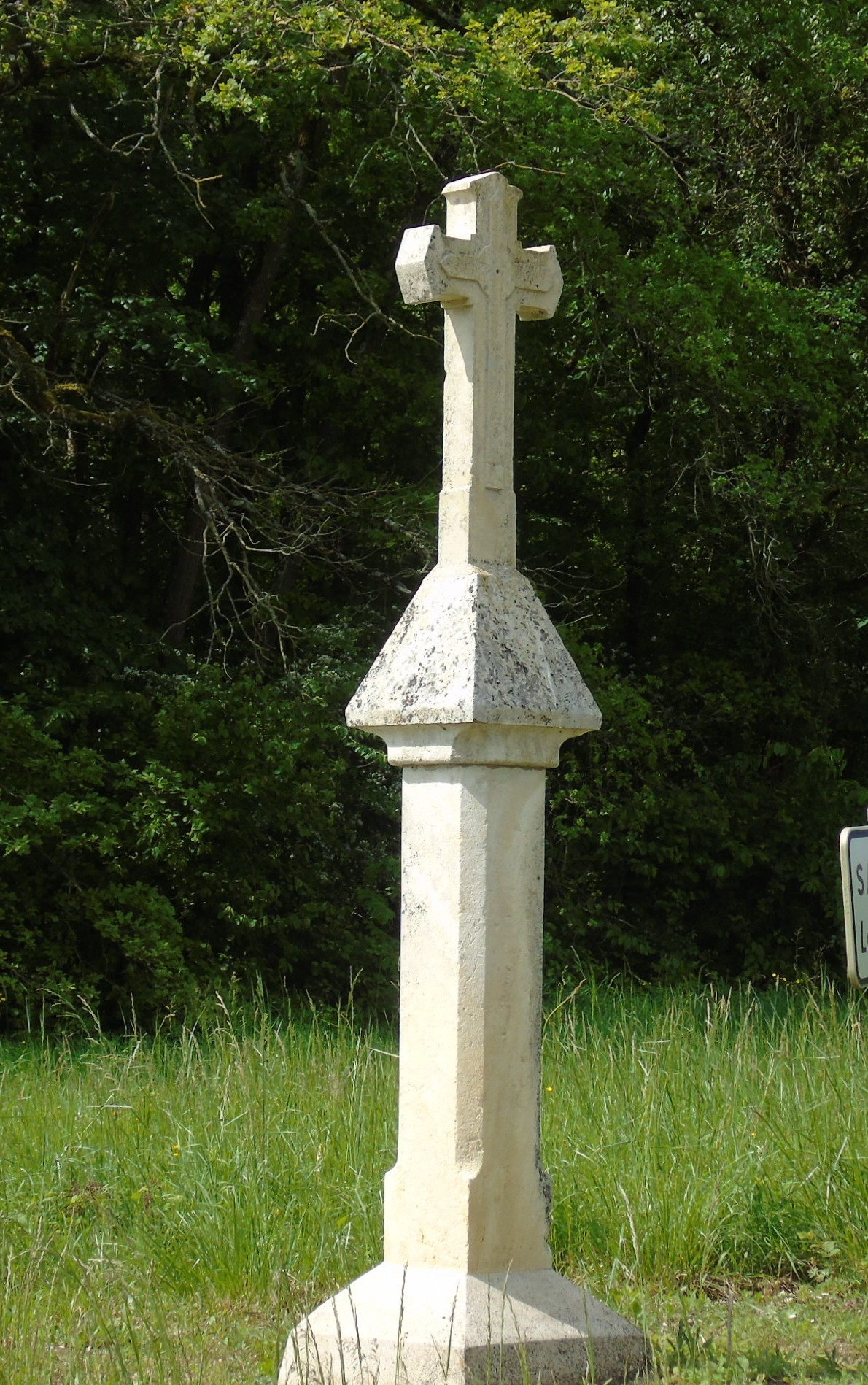
Croix du Gros Chêne.
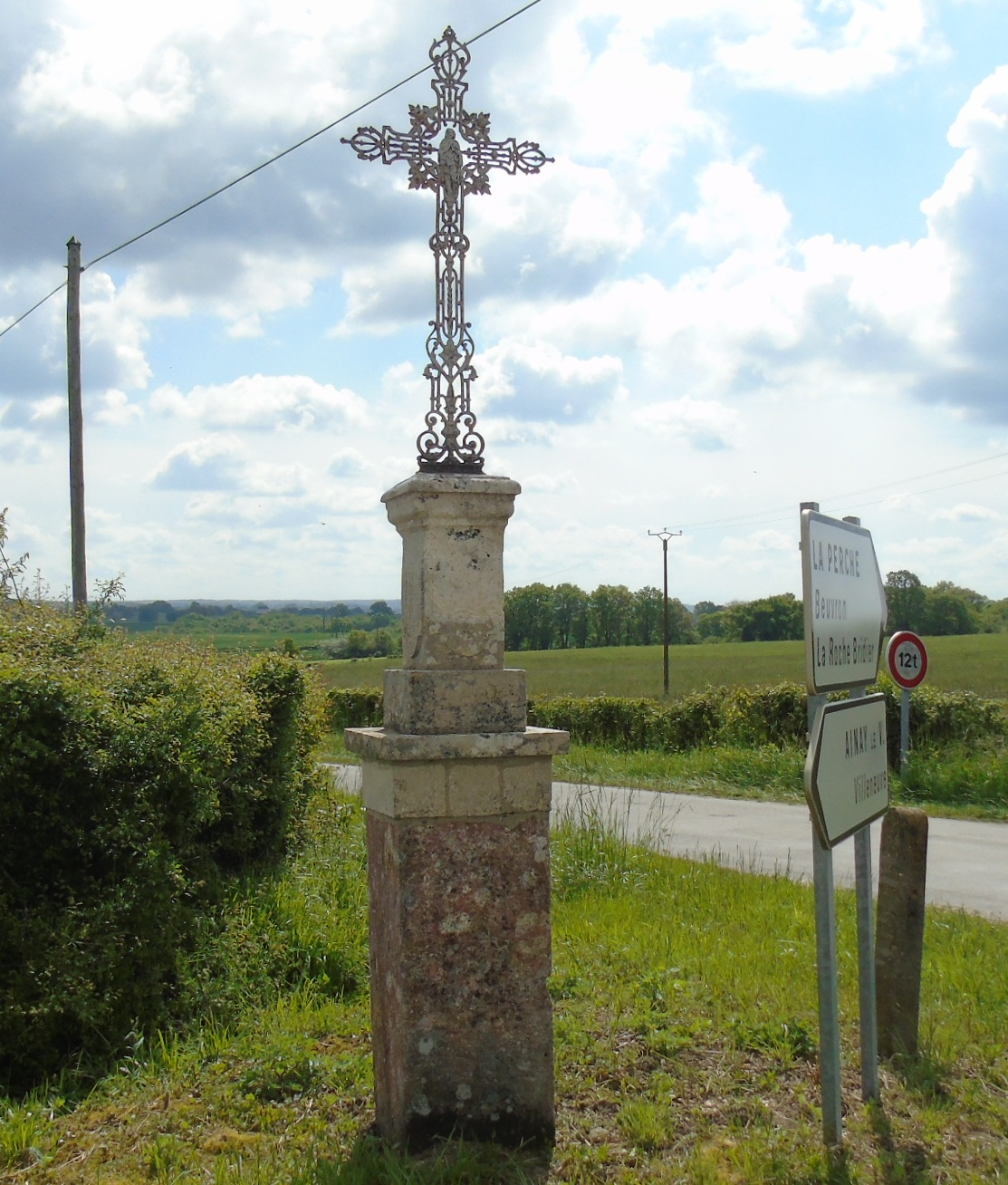
Croix du lieu-dit Les Valettes.
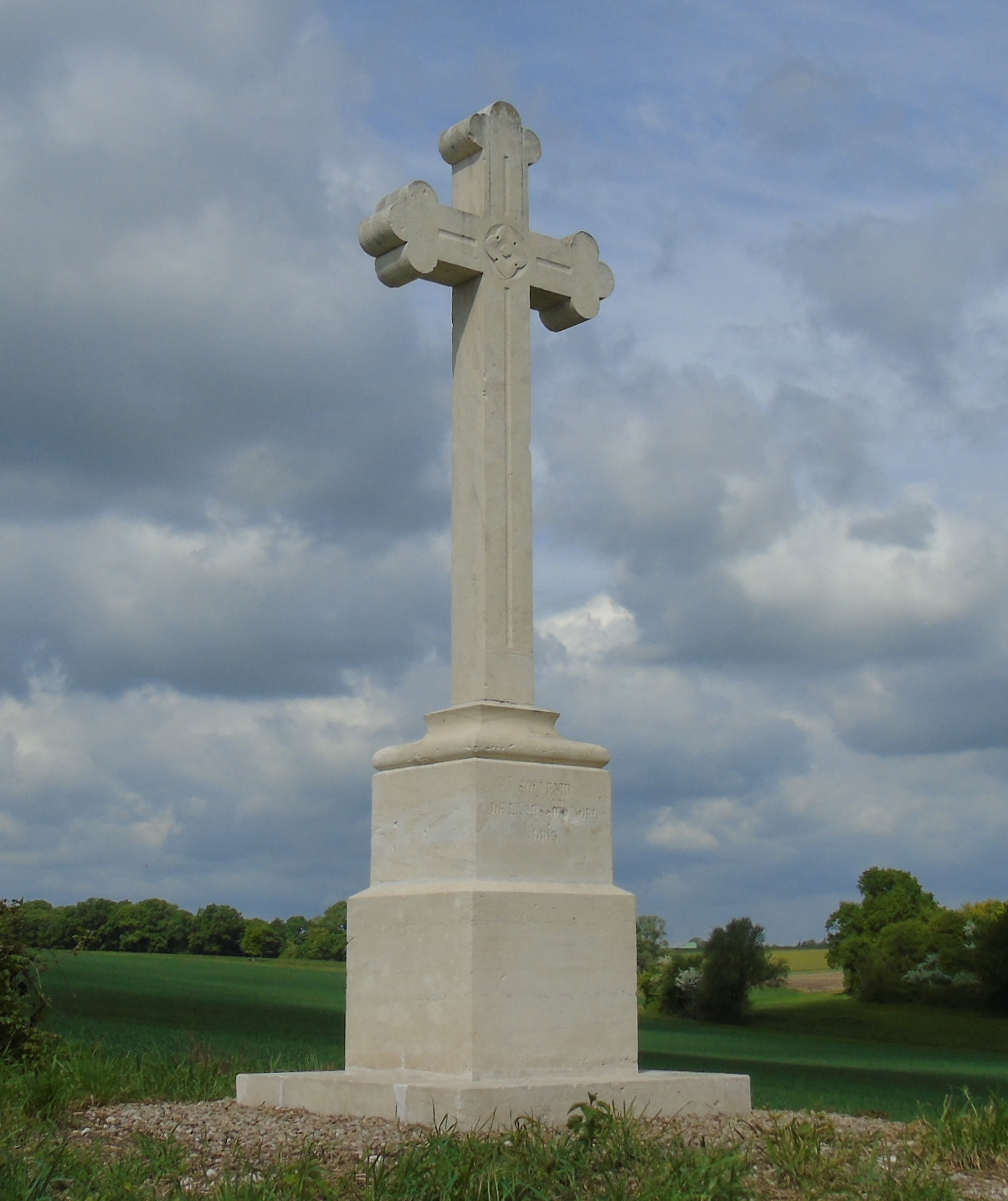
Croix près du lieu-dit Les Genièvres.
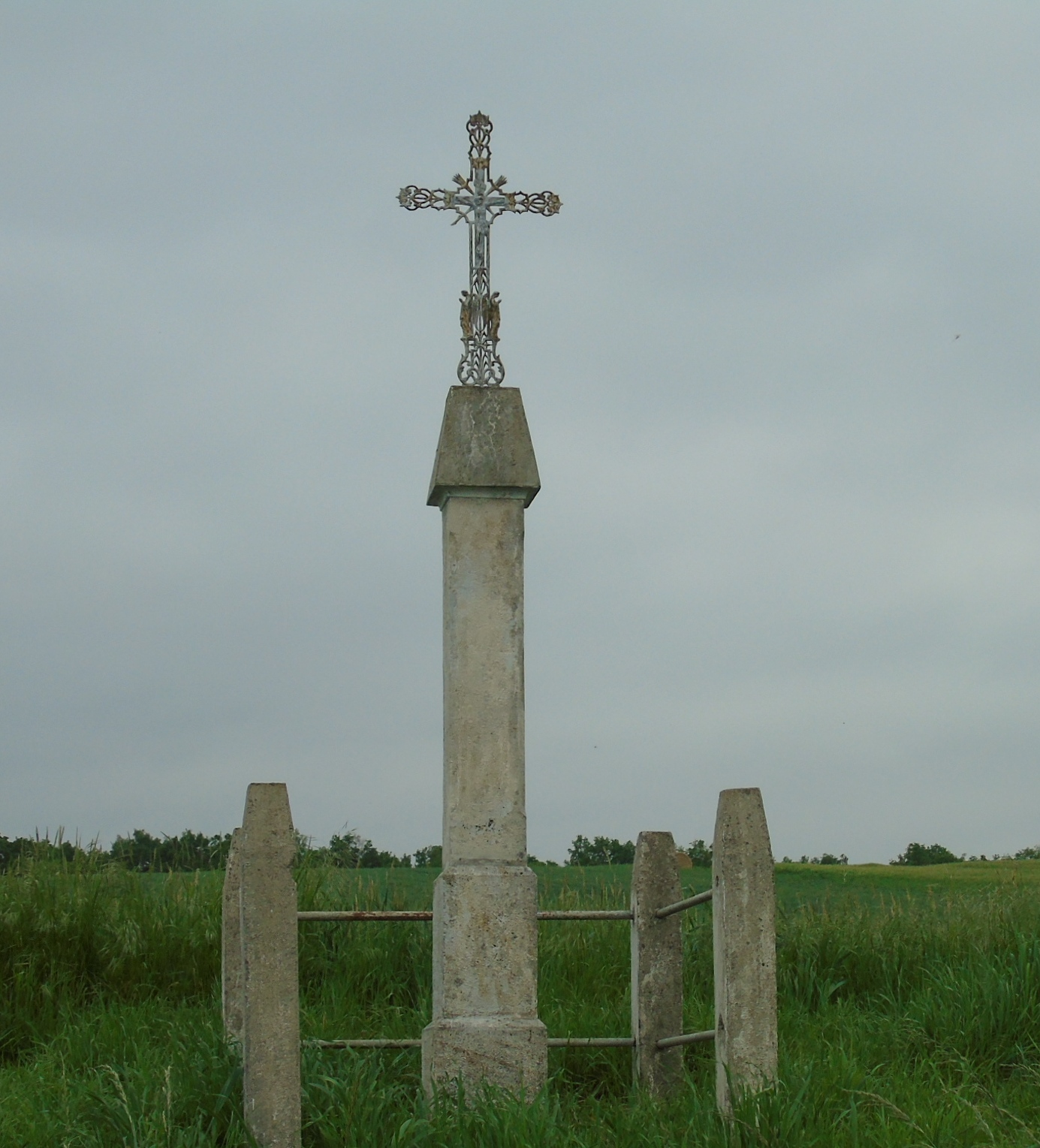
Croix près du lieu-dit La Grenouillère.
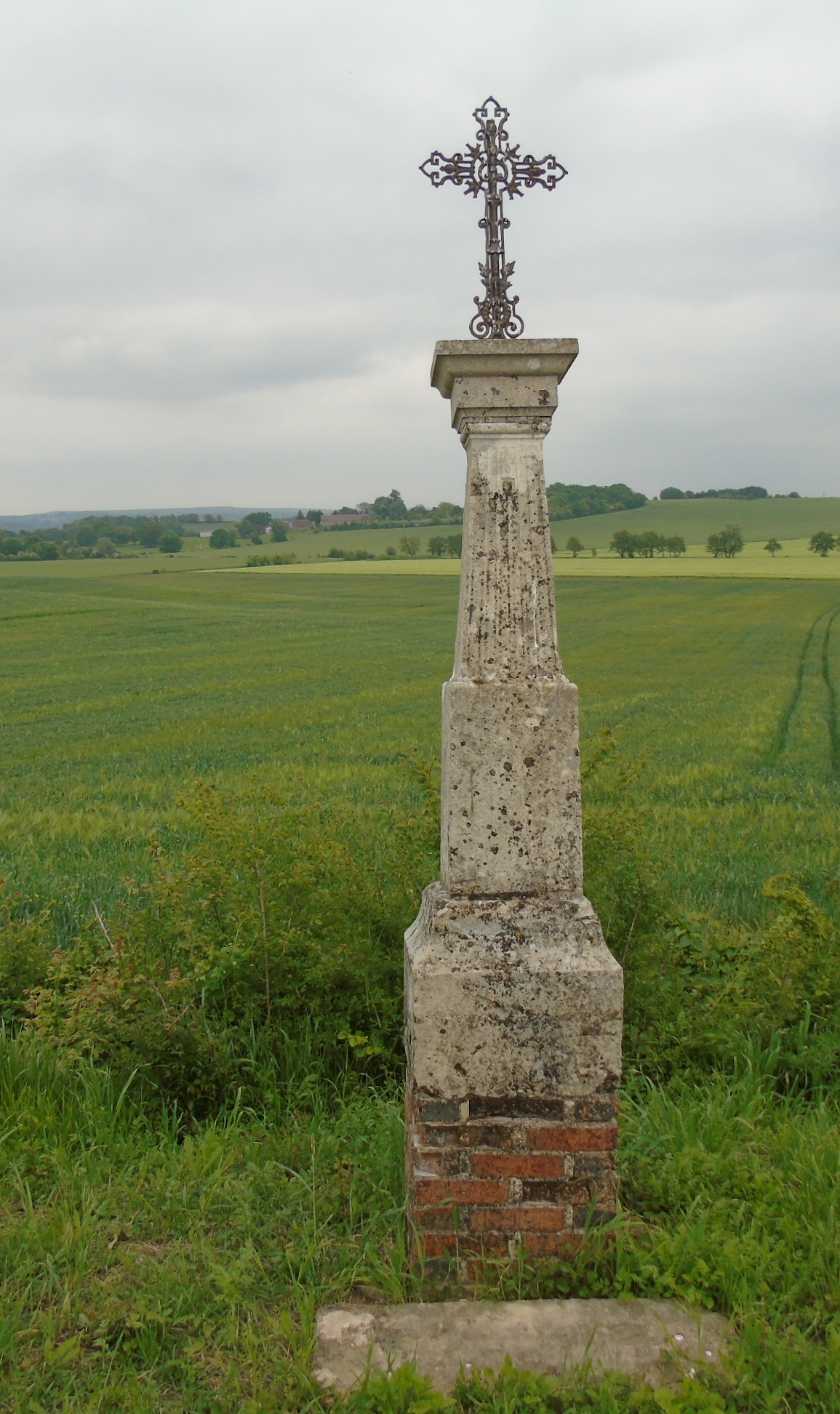
Croix route des Babillaux.
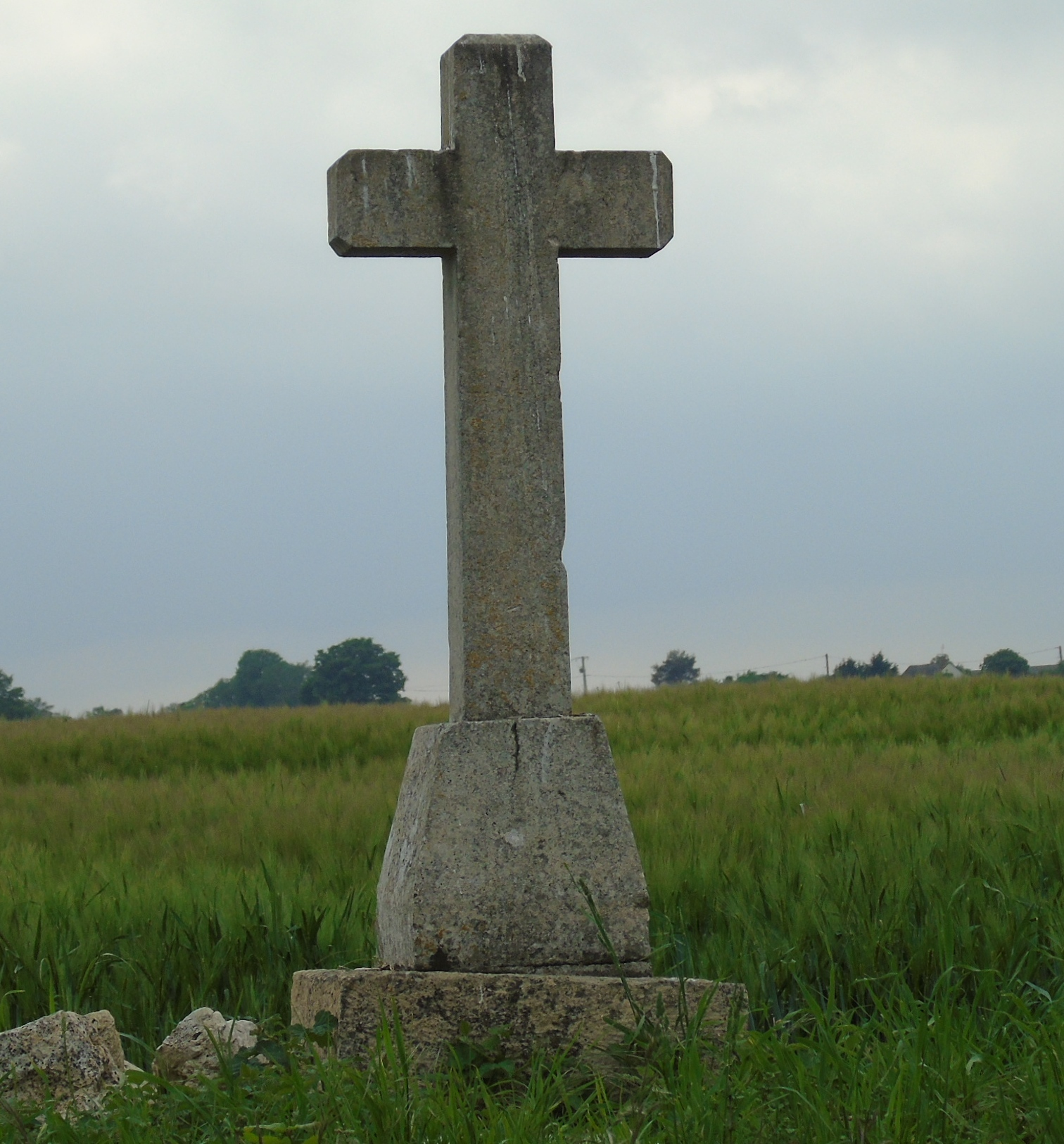
Croix route de Drevant.

#### Lavoirs
Sur la commune de la Celette, il y a deux lavoirs. Le premier se trouve au hameau de la Clavelaire. Le second se trouve au hameau de la Grenouillère.

Lavoirs
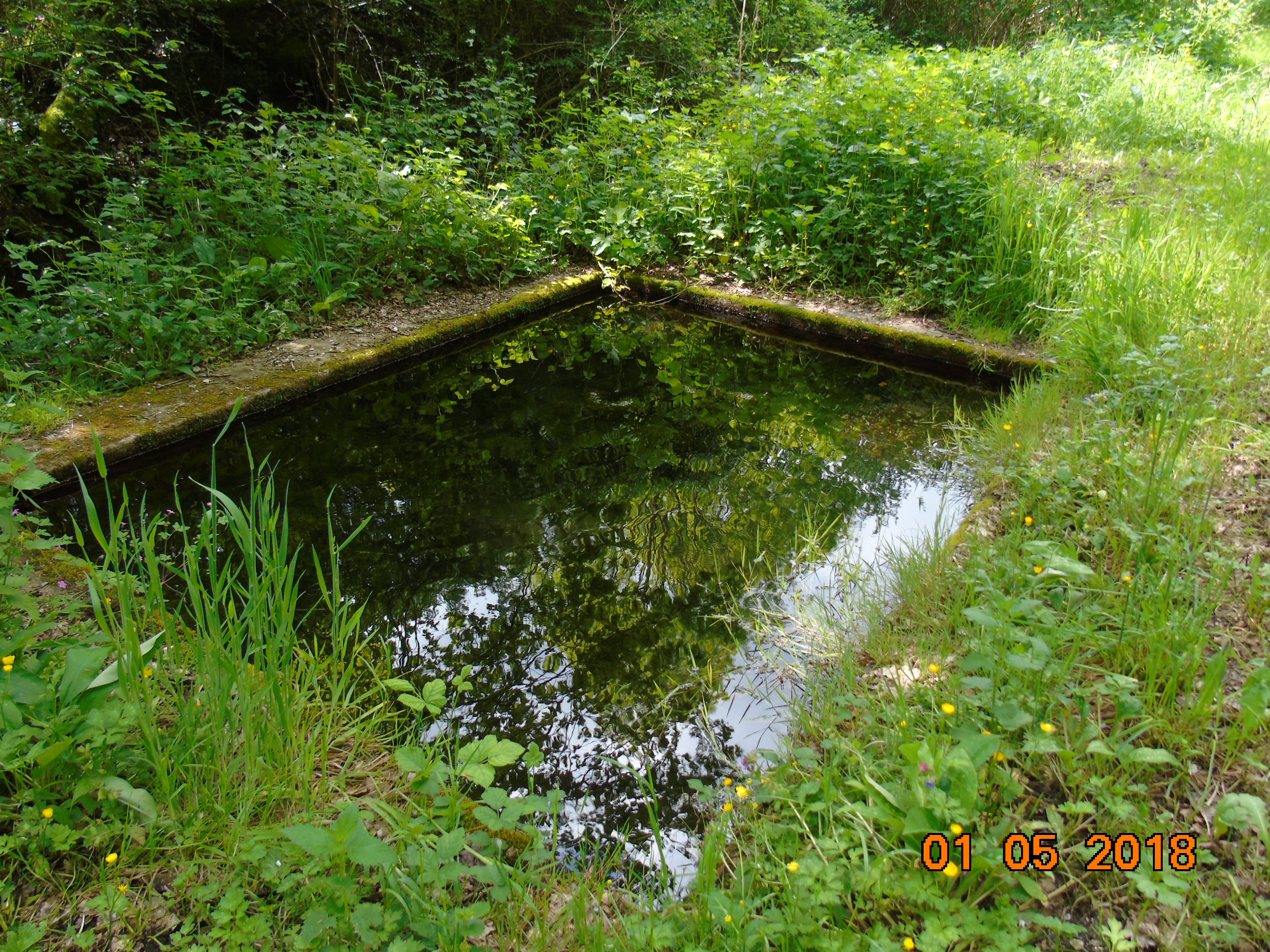
Lavoir de la Clavelaire.
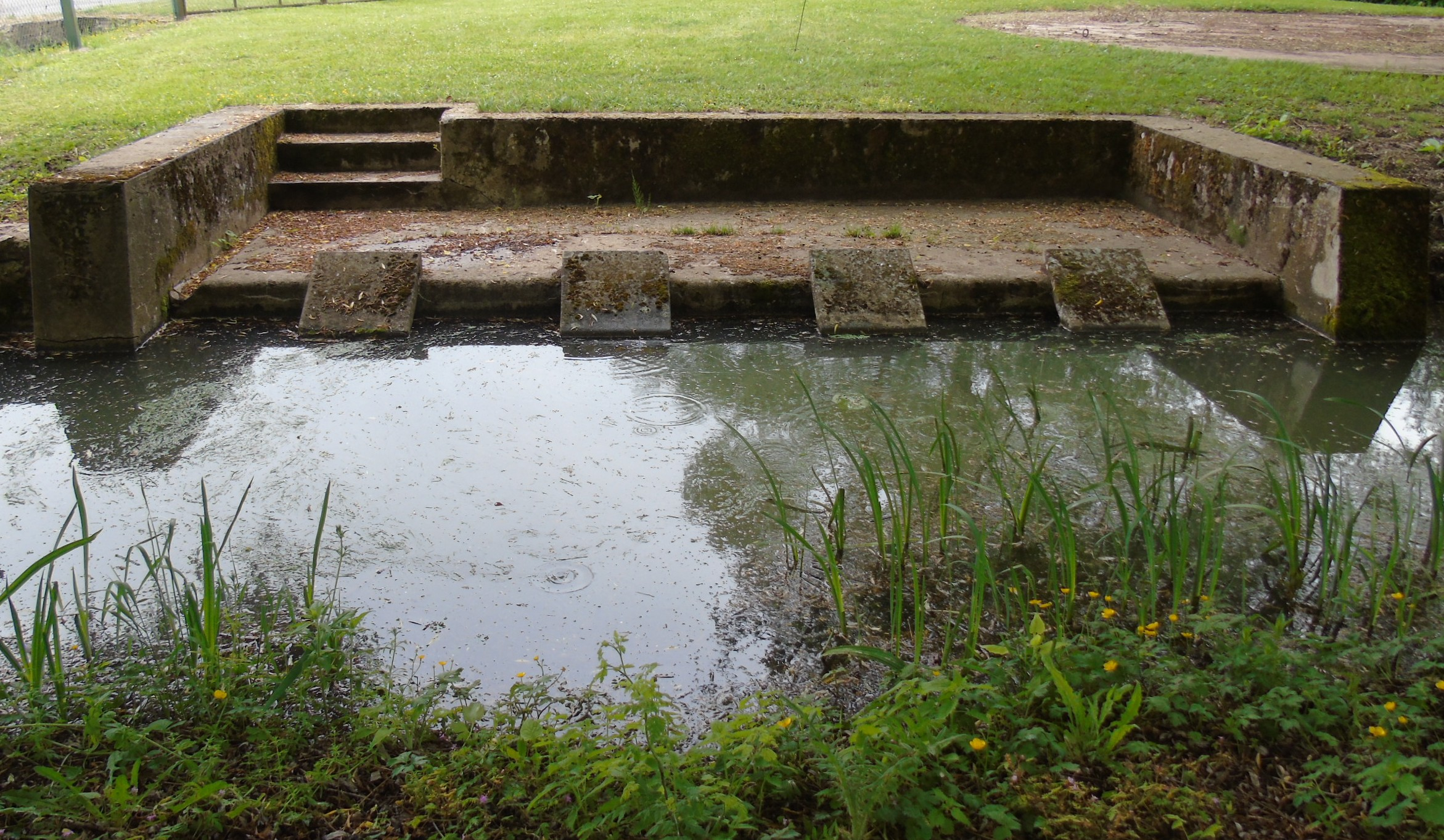
Lavoir de la Grenouillère.

### Personnalités liées à la commune
- Hervé Vilard, chanteur, a résidé à la Celette notamment de 1989 à 2016.

Hervé Vilard
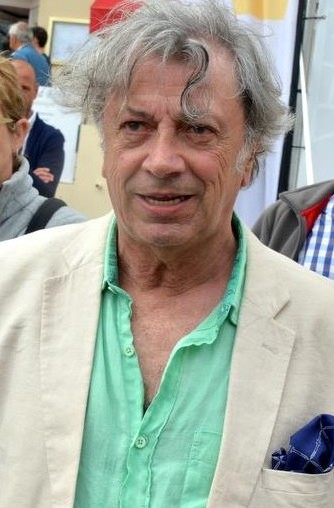